# UsiXML
UsiXML (USer Interface eXtensible Markup Language - Langage de balisage extensible d'interface utilisateur) est un langage de balisage basé sur XML permettant de spécifier des interfaces utilisateur pour une application interactive indépendamment de son implémetation. Il permet au concepteur, de décrire l’interface utilisateur dans différents niveaux d’abstraction. Concrètement, une IHM peut y être spécifiée en termes de fonctionnalités (Analyse fonctionnelle) et d’objets qu’elle manipule. Certains logiciels permettent de dessiner schématiquement cette interface.
Le langage UsiXML a contribué à la définition du W3C en matière de conception d'interface basée sur un modèle.
Un autre standard, pour des fonctionnalités comparables, est UIML.

## Description du W3C
Le W3C en fait la description suivante (traduite en français) :
UsiXML est un langage de balisage conforme à XML et décrivant l’interface utilisateur dans différents cas d’utilisations, tels que les interfaces utilisateur orientées caractères (CUI), les interfaces utilisateur graphiques (GUI), les interfaces utilisateur orales et les interface utilisateur multimodales, il prend également en considération des modèles pouvant supporter le développement orientés modèles, d’interfaces utilisateur, conforme au Cadre de référence Cameleon (Cameleon Reference Framework - CRF- Cameleon).
Voir aussi la présentation au MBUI XG, le 20 avril 2009 : File:UsiXML-MBUI-W3C2009.pdf(en)[PDF].

## Implémentations
Les outils développés pour UsiXML V1.0 comportent :
- GraphiXML, un éditeur graphique permettant de dessiner une interface graphique, de produire les spécifications UsiXML et de générer le code Java, HTML ou XUL;
- SketchiXML, un logiciel pour esquisser une interface utilisateur en la dessinant à main levée avec un stylet sur une surface et de générer ses spécifications UsiXML;
- idealXML, un logiciel permettant de modéliser la tâche de l'utilisateur, le modèle du domaine et l'interface abstraite et d'en générer les spécifications UsiXML correspondantes;
- FlashiXML, un interpréteur de UsiXML en Flash;
- ReversiXML, un logiciel permettant de retrouver les spécifications UsiXML à partir d'une page web en HTML.

Les outils développés pour UsiXML V2.0, préfixés Usi, comportent:
- UsiAbstract, en éditeur du modèle de l'interface abstraite;
- UsiDistrib, un environnement logiciel basé méthode permettant de distribuer des interfaces graphiques sur différentes plates-formes, basé sur l'environnement Mozart;
- UsiDomain, un éditeur du modèle du domaine;
- UsiGesture, un environnement logiciel et une méthode permettant d'incorporer des gestes 2D par stylet dans une application interactive sous Eclipse;
- UsiResource, un logiciel appliquant la rétro-ingénierie d'une interface stockée dans un fichier de ressources Windows vers UsiXML;
- UsiReverse, un logiciel permettant de retrouver les spécifications UsiXML à partir d'une page web en HTML;
- UsiTask, un logiciel de modélisation de la tâche de l'utilisateur;

Les outils pour UsiXML V3.0 sont en cours de développement.